# Selidosema extensaria
Selidosema extensaria là một loài bướm đêm trong họ Geometridae.